# Колмогоров, Вадим Леонидович
Вадим Леонидович Колмогоров (16 февраля 1931, Березники, Уральская область, РСФСР, СССР — 22 декабря 2012, Екатеринбург, Россия) — советский и российский учёный, специалист в области механики обработки металлов давлением, член-корреспондент РАН.

## Биография
В 1953 г.окончил Уральский политехнический институт, в 1956 г. — аспирантуру кафедры обработки металлов давлением того же института,
- 1956—1960 гг.- заведующий лабораторией в Центральной заводской лаборатории Первоуральского новотрубного завода,
- 1958 г. — кандидат технических наук,
- 1960—1970 гг. — заведующий лабораторией и отделом Уральского научно-исследовательского института чёрных металлов,
- 1965 г. — доктор технических наук,
- 1967 г. — профессор,
- 1970—1986 гг. — заведующий кафедрой обработки металлов давлением УПИ, являлся председателем докторского совета и председателем государственной экзаменационной комиссии по обработке металлов давлением,
- с 1986 г. — в Институте машиноведения Уральского отделения РАН: заместитель директора по научной работе (1986—2003), заведующий отделом механики машин и технологий, главный научный сотрудник,
- 1994 г. — член-корреспондент Российской академии наук,
- 1997 г. — почётный доктор (Doctor honoris causa) УПИ.

Автор более чем 300 печатных работ, из них более 15 книг и учебников, часть из которых переиздана или издана за рубежом; лично и в соавторстве автор более 50 изобретений. Являлся членом редколлегии международных журналов Mechanical Science и Materials Processing Technology (Англия). Подготовил более 50 кандидатов наук, консультировал более 10 докторов наук. В течение 20 лет был членом Экспертного совета ВАК при СМ СССР и СМ РСФСР.
Похоронен на Лесном кладбище Екатеринбурга.

## Научная деятельность
Создатель уральской школы механики обработки металлов давлением. Основные исследования — в области механики сплошных сред (МСС); механики разрушения; моделей трения и износа, гидродинамического режима трения; приближённых методов решения краевых задач МСС; компьютерных программ решения задач МСС. Учёным в его работах:
- разработаны новые вариационные и экстремальные принципы для расчёта напряжённо-деформированного состояния тел (обобщения принципов Лагранжа и Кастильяно, а также Журдена и Кастильяно),
- сформулирована краевая задача, связывающая термомеханические переменные с условиями, описывающими разрушение при развитом деформировании металлов,
- предложен приближённый метод решения этой краевой задачи,
- доказаны теоремы о единственности решения, о глобальном минимуме функционалов, достигаемом на решении краевой задачи,
- сформулирована феноменологическая теория разрушения металлов, обобщающая обширные экспериментальные данные.
- разработаны методики для нахождения определяющих соотношений теории разрушения металлов.
- автор теории пластогидродинамического трения и соответствующей технологии обработки металлов давлением. На созданной научной базе были предложены новый инструмент и технологи волочения проволоки, которые более 30 лет применяются практически на всех волочильных производствах бывшего СССР, а по лицензиям — также на ряде фирм Болгарии, Польши и Японии,
- разработал первый отечественный трубный стан горячей прокатки на длинной подвижной оправке; некоторые виды ребристых труб для атомных реакторов прокатывают на станах, снабжённых изобретённой им оснасткой.

## Награды и звания
Награждён орденами
- Октябрьской революции (1981),
- Трудового Красного Знамени (1966);
- лауреат Премии Совета министров СССР (1983).